# اسکار فرائولو
اسکار فرائولو (ایتالیایی: Oscar Fraulo؛ زادهٔ ۶ دسامبر ۲۰۰۳) بازیکن فوتبال ایتالیایی‌تبار اهل دانمارک است.